# Carroll megye (Kentucky)
Carroll megye az Amerikai Egyesült Államokban, azon belül Kentucky államban található. Megyeszékhelye és legnagyobb városa Carrollton. Lakosainak száma 10 810 fő (2020. április 1.). Carroll megye Jefferson, Switzerland, Gallatin, Owen, Henry és Trimble megyékkel határos.

## Népesség
A megye népességének változása:
| Lakosok száma | 10 807 | 10 973 | 10 924 | 10 953 | 10 699 | 10 810 |
|               | 2010   | 2011   | 2012   | 2013   | 2015   | 2020   |